# Kyle Walker-Peters
Kyle Leonardus Walker-Peters (13 d'abril de 1997) és un futbolista professional anglès que juga de defensa pel Southampton FC de la Premier League.